# Легенда о Аргонаутима
Легенда о Аргонаутима везана је за старогрчку легенду о походу аргонаута предвођених Јасоном, пре 3.500 година, у потрази за златним руном, која казује и о почецима организоване пловидбе Дунавом. 
По легенди, по повратку са Колхиде Јасон и аргонаути су бродом Арго упловили у Истар (Дунав). По предању са Ђердапа, богови са Лепенског Вира сведоче да је златно руно нађено на ушћу реке Пек у Дунав и да су, због испирача злата и речне сирене напуштале воду. Испирачу на Пеку и данас примењују прастари начин добијања злата: овнујско руно се потопи у воду, на њега се сипа речни песак те се, након испирања, на руну задрже златне честице.